# Giro turistico senza guida
Giro turistico senza guida, també coneguda amb el títol de Letter from Venice, és una pel·lícula de Susan Sontag de 1983, episodi de la minisèrie de televisió per a un viatge a Itàlia encarfregada per la Rai.

## Argument
La interacció d'una parella, a punt de trencar-se, es representa en el context d'una Venècia alienant.

## Repartiment
- Lucinda Childs: lei
- Claudio Cassinelli : lui